# 弗倫辛群島
弗倫辛群島（英語：Flensing Islands），是南極洲的群島，位於西格尼島西面，處於福卡角以西2公里，屬於南奧克尼群島的一部分，由挪威捕鯨者繪入地圖，現時由南極條約體系管理。